# Hans Schmidt-Isserstedt
Hans Schmidt-Isserstedt (Berlino, 5 maggio 1900 – Holm, 28 maggio 1973) è stato un direttore d'orchestra e compositore tedesco.

## Biografia
Allievo di composizione di Franz Schreker e P. Hertel, si è dedicato anche alla musicologia alle Università di Berlino, Heidelberg e Muenster, laureandosi in questa disciplina nel 1923.
Ha diretto poi a Wuppertal ed a Darmstadt divenendo nel 1953 primo Direttore dell'Opera di Stato di Amburgo e, nel 1944, della Deutsche Oper di Berlino.
Nel 1945 ha fondato la Nord-deutscher Rundfunk Simphonie-Orchester, poi diventata la NDR Elbphilharmonie Orchester, conducendola a fama internazionale in varie tournée in tutto il mondo.
Dal 1956 al 1964 ha diretto anche stabilmente l'Orchestra Filarmonica di Stoccolma.
Bacchetta duttile e pronta, si è particolarmente distinto nel repertorio classico ma anche nell'ambito della musica contemporanea.

## Composizioni
- Opera Hassan Gewinnt
- Sinfonia concertante per violino e viola